# Anton Brants
Pour les articles homonymes, voir Brants.
Anton Brants ou Antoni Brants (né à Amsterdam le 12 février 1805 - décédé à Zutphen le 27 novembre 1862) est un zoologiste néerlandais.

## Biographie
Anton Brants ou Antoni Brants,, fils cadet d'Isaac de Neufville Brants et de Louise Harten, est né à Amsterdam, Pays-Bas, le 12 février 1805.
Il s'intéresse à la nature dès son enfance. Il étudie au collège Athenaeum Illustre d'Amsterdam avant de poursuivre ses études à Berlin en 1826 avec Johann Friedrich von Brandt. À Berlin, il travaille au musée zoologique de Berlin (actuellement le musée d'histoire naturelle de Berlin) avec Martin Lichtenstein, s'intéresse aux rongeurs et publie Het Geslacht der Muizen en 1827. Il a également séjourné au Musée "brésilien" de Vienne où il a étudié les descriptions faites par Félix de Azara.
À l'automne 1827, il rejoint l'université de Leyde où il rencontre Jan van der Hoeven (en) qui deviendra son ami. Il y obtient son doctorat le 19 juin 1828.
Il épouse Caroline Sophie Staring qui décédera en octobre 1829 après quinze mois de mariage. Il se marie une seconde fois en 1833 avec Adelaide Rudolphine Clignett, décédée après onze mois de mariage. En 1836, il se remarie une troisième fois avec E. M. Jordens avec laquelle il aura huit enfants. Anton Brants perdit également plusieurs de ses enfants issus de ses différents mariages.
Au cours de ses recherches à Leyde, il s'est intéressé aux insectes, et plus particulièrement à leurs yeux, ainsi qu'aux mandibules des hyménoptères.
Membre de l'Académie royale néerlandaise des sciences, chevalier de l'Ordre du Lion néerlandais, très malade les dix dernières années, il est décédé le 27 novembre 1862 à l'âge de 57 ans dans sa maison de Zutphen où il vécut une bonne partie de sa vie.

## Héritage zoologique
Anton Brants a décrit plusieurs espèces de rongeurs et a proposé deux nouveaux genres, Euryotis et Siphneus, qui se sont avérés être des synonymes. La liste des espèces valides décrites par A. Brants compte la souris arboricole Dendromus mesomelas (Brants, 1827),, le rat Otomys irroratus (Brants, 1827), et le rat d'eau Nectomys squamipes (Brants, 1827),. La sous-espèce de rat brésilien Holochilus brasiliensis vulpinus (Brants, 1827) pourrait être ajoutée à la liste. 
Deux rongeurs ont été nommés en son honneur par le zoologiste néerlandais Andrew Smith, le rat siffleur de Brants Parotomys brantsii et la gerbille de Brants Gerbilliscus brantsii.

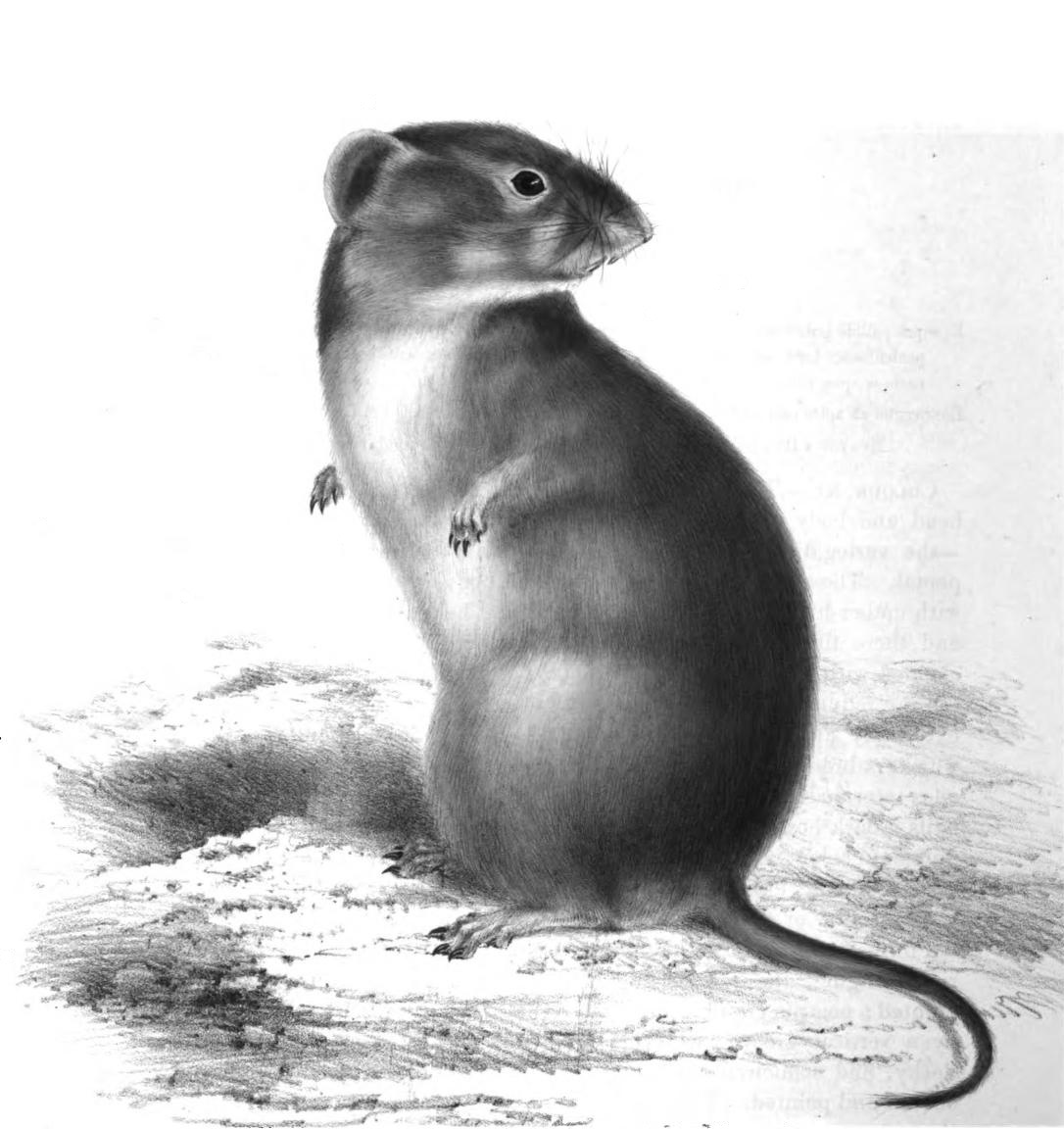
Parotomys brantsii
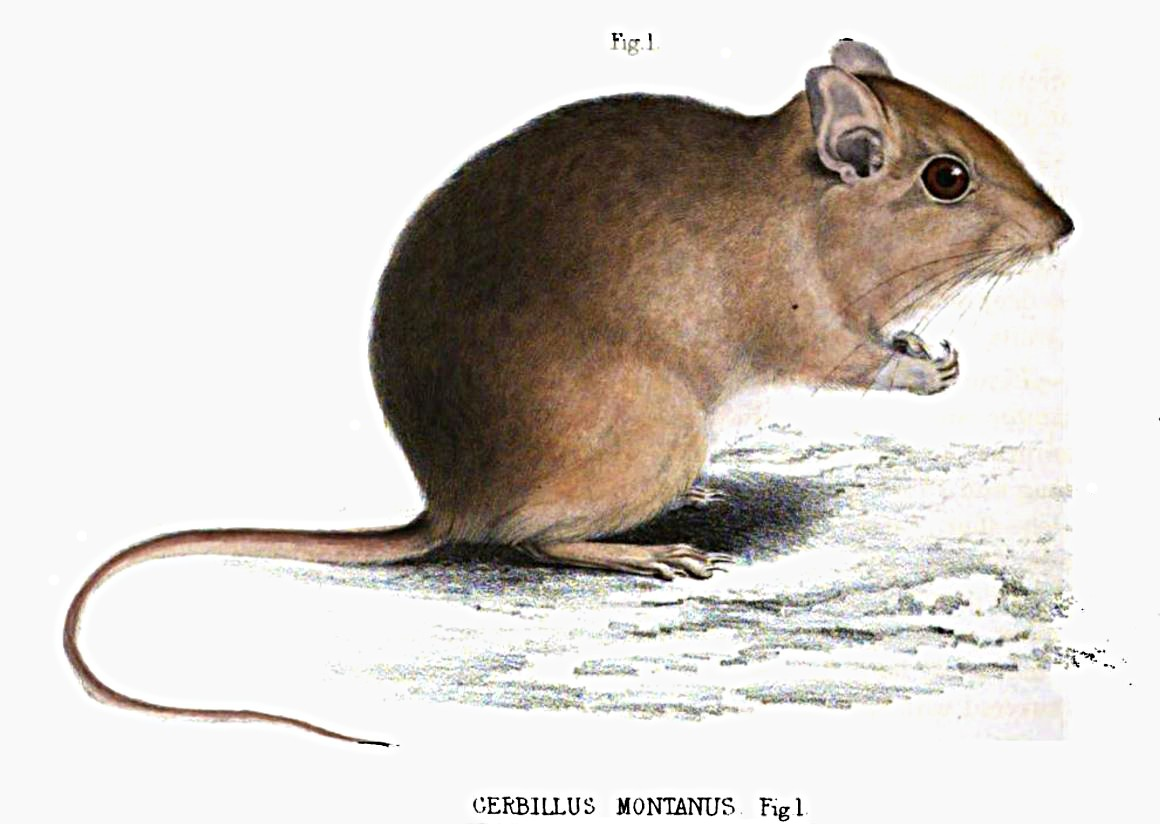
Gerbilliscus brantsii

## Liste partielle de publications
- 1827 - Het Geslacht der Muizen[4].
- 1828 - Dissertatio zoological inauguralis de tardigradis.
- 1838 - Observations sur les yeux simples des animaux articulés[10].
- 1839 - Description anatomique de la mouche scorpion[11].

## Distinctions
- Chevalier de l'ordre du Lion néerlandais